# Der Schauspieldirektor
Der Schauspieldirektor (de impresario) is een komisch Singspiel van Wolfgang Amadeus Mozart uit 1786. Het libretto is afkomstig van Johann Gottlieb Stephanie (der Jüngere). De première vond op 7 februari 1786 plaats in de oranjerie van Schloss Schönbrunn in Wenen. Het stuk werd in de Köchelverzeichnis opgenomen onder het nummer KV486.

## Achtergrond
Mozart kreeg de opdracht voor deze opera van Keizer Jozef II naar aanleiding van een bezoek van aartshertogin Maria Christina van Oostenrijk. Bovendien wilde de keizer het Duitse Singspiel-genre promoten ten voordele van de Italiaanse opera buffa. Vandaar bestond de avond uit twee delen: naast Mozarts Duitstalig Singspiel werd ook de Italiaanse opera Prima la musica e poi le parole van Antonio Salieri opgevoerd. In dit kader was het dus een soort van competitie welke opera de voorkeur genoot. Het publiek prefereerde het werk van Salieri.
Opvallend is dat het Singpsiel een eenakter is van een zestigtal minuten met slechts twintig minuten muziek. Het stuk bevat vijf composities: een ouverture, een aria, een rondo, een trio en een finale. Daarbij komt dat in de ouverture niet wordt gezongen. Omdat de dialogen volledig verouderd en achterhaald zijn, wordt het werk in de eenentwintigste eeuw met een totaal andere tekst opgevoerd.

## Verhaal
Impresario Frank en zijn vriend Buff zijn op zoek naar een nieuwe rolbezetting voor hun volgende productie. Buff zelf zal al een rol op zich nemen. Het probleem is dat er te weinig kapitaal is om de productie te financieren. Bankdirecteur Eiler wil het geld voorschieten op voorwaarde dat Frau Pfeil een rol krijgt. Verder komen Herr Vogelsang, Frau Herz en Frau Silberklang auditie doen voor de zangrollen. Herr Herz, Frau Krone en Frau Vogelsang doen auditie voor de andere rollen.
Na tot een consensus gekomen te zijn wie welke rol speelt, treedt er discussie op over het financiële gedeelte. Niemand wil minder verdienen dan een ander, zelfs niet evenveel. Alweer treedt een discussie op. Uiteindelijk wil Frank zelfs de hele productie annuleren.
Uiteindelijk zegt Frank dat kunstenaars onderling tot overeenstemming moeten komen en niet moeten wedijveren. Degene die zichzelf steeds op de voorgrond plaatst, maakt zelfs de grootste kunstenaar klein. Uiteindelijk bepaalt niet de kunstenaar wie de beste en grootste artiest is, maar de toeschouwer.